# 仲みゆき
仲 みゆき（なか みゆき、1972年10月27日 - ）は日本のフリーアナウンサーである。パートナーズ・プロ所属。大阪府大阪市出身。大阪府立旭高等学校卒業。

## 人物
- 中型二輪免許、普通自動車免許を所得している。
- 趣味は釣り、オートバイ。
- 特技は着付。
- 息子は有名な競輪選手であり、休日は主に家具のDIYに勤しんでいる。
- 一時期家庭菜園にハマり、簡単な植物を育てていたが、ひと月ほど間違えて家の観葉植物に水を与え続けていたことがある。

## 出演
- OBC
  - ほんまもん!原田年晴です - 水曜日担当
- MBS
  - 朝イチバン
  - 株式Today
  - 関西を歩く
- KTV
  - 満たして好奇心
  - LOVE NAVI
- ABCテレビ[1]
  - おはよう朝日です - リポーター
  - てれびかたろぐ
  - ホリデーワイド
  - 全国高校野球選手権大会 - ラジオ中継のアルプスリポーター
- TVO
  - 奥さん110番
  - おしゃべり経済Q
- 独立局ネット
  - こちら海です（KBS京都）
  - 各ゴルフ番組
- SUN
  - 週刊ひょうご夢情報
  - うまいもんテレビ
  - 神戸まつり'99,'00
  - 丹波ええとこめぐり旅　他
- BBC
  - サンデー11シガ
  - 高校サッカーダイジェスト
  - 高校野球ハイライト
- TVN
  - 情報!奈良チャンネル
  - おはよう奈良
- ケーブルウエスト
  - Good楽
- Baycom
  - 瓶太のあなたの町におじゃまします!
  - リサイクルショップ・ドリーム
  - ねっとわーく阪神（尼崎市ローカル） - リポーター
  - 週刊まちかど情報局
- K-CAT
  - ここが知りたい枚方市
- DUSKIN ch
  - サイクルインフォメーション
- CATV
  - なみはや国体実況中継
- CS
  - オリックスブルーウェーブビジョン